# Élections municipales de 2026 à Nanterre
Pour des articles plus généraux, voir Élections municipales françaises de 2026 et Élections municipales de 2026 dans les Hauts-de-Seine.
Les élections municipales de 2026 à Nanterre auront lieu en mars 2026. Elles visent au renouvellement du conseil municipal et du conseil métropolitain de la métropole du Grand Paris.

## Modalités du scrutin

### Dates
Ces élections se tiendront en mars 2026, les dates précises seront annoncées par décret au moins 3 mois avant le scrutin.

### Mode de scrutin
L'élection des conseillers municipaux et métropolitains se déroule selon un scrutin de liste à deux tours avec prime majoritaire : les candidats se présentent en listes complètes avec la possibilité de deux candidats supplémentaires. Lors du vote, on ne peut faire ni adjonction, ni suppression, ni modification de l'ordre de présentation des listes. Chaque bulletin de vote comporte deux listes : une liste de candidats aux seules élections municipales et une liste de ceux également candidats au conseil métropolitain.
Le nombre de sièges à pourvoir au conseil municipal de Nanterre correspond à celui des communes dont la population est comprise entre 80 000 et 100 000 habitants, soit 53 sièges. Les conseillers municipaux sont élus au suffrage universel direct pour une durée de mandat de six ans. L'élection se termine au premier tour en cas de majorité absolue. Le cas échéant, un second tour a lieu. Les listes qui ont obtenu au moins 10 % des suffrages exprimés au premier tour peuvent se présenter au second. Les candidats des listes qui ont obtenu plus de 5 % des suffrages exprimés au premier tour peuvent rejoindre une autre liste.
La liste ayant obtenu le plus de voix se voit attribuer la moitié des sièges, arrondie à l'entier supérieur si nécessaire. Ainsi, la liste majoritaire obtiens automatiquement 28 sièges. Les 27 sièges restants sont attribués à la représentation proportionnelle à la plus forte moyenne aux listes ayant obtenu au moins 5 % des suffrages exprimés au second tour (ou au premier tour en cas de tour unique).

## Contexte

### Scrutin précédent
Les élections municipales de 2020 ont été marquées par une abstention massive en raison de la pandémie de Covid-19, la participation s'étant effondrée de 49 % en 2014 à 34 % en 2020.
Sur le plan local, la liste d'union de la gauche conduite par Patrick Jarry, candidat à sa propre succession, renforce sa position en obtenant 1 siège de plus qu'aux élections précédentes.
La liste UDI conduite par Camille Bedin, conserve son statut de première force d'opposition et ses 8 sièges.
Enfin la listes de la République en Marche parvient à entrer au conseil municipal en obtenant les 2 sièges restants.

## Candidatures déclarées
Le 17 juillet 2025, Faysal Meneceur, conseiller municipal d'opposition de l'UDI, annonce sa candidature.
Le même jour, le maire sortant Raphaël Adam annonce qu'il sera candidat à sa réélection.

## Sondages
Tout sondage d'opinion est affecté par une marge d'erreur.
Une couleur arbitraire est associée à chaque institut de sondage ; ces couleurs sont une aide visuelle et ne correspondent pas à une tendance politique.
| Source | Date de réalisation | Échantillon | LO        | LFI    | PCF - PS - LÉ - G.s | RE     | LR      | DVD               |
| Source | Date de réalisation | Échantillon | Strumanne | Huyghe | Adam                | Oubuih | Ribault | Boussissi-Poulard |
| ------ | ------------------- | ----------- | --------- | ------ | ------------------- | ------ | ------- | ----------------- |
| Source | Date de réalisation | Échantillon |           |        |                     |        |         |                   |
| Ifop   | 21-27 mai 2025      | 801         | 2         | 16     | 52                  | 8      | 13      | 9                 |

N.B. :
- en gras sur fond coloré : le candidat arrivé en tête du sondage ;
- en gras sur fond blanc les candidats élus au conseil municipal dans le sondage.

## Résultats
|                          |                 |       |              |              |             |             |        |        |  |
| Tête de liste            | Tête de liste   | Liste | Premier tour | Premier tour | Second tour | Second tour | Sièges | Sièges |  |
| Tête de liste            | Tête de liste   | Liste | Voix         | %            | Voix        | %           | CM     | CC     |  |
|                          | Raphaël Adam    | DVG   |              |              |             |             |        |        |  |
|                          |                 |       |              |              |             |             |        |        |  |
|                          | Faysal Meneceur | UDI   |              |              |             |             |        |        |  |
|                          |                 |       |              |              |             |             |        |        |  |
|                          |                 |       |              |              |             |             |        |        |  |
| Votes valides            |                 |       |              |              |             |             |        |        |  |
| Votes blancs             |                 |       |              |              |             |             |        |        |  |
| Votes nuls               |                 |       |              |              |             |             |        |        |  |
| Total                    | Total           | Total |              | 100          |             | 100         | 53     | 2      |  |
| Abstention               |                 |       |              |              |             |             |        |        |  |
| Inscrits / participation |                 |       |              |              |             |             |        |        |  |